# Borceai-Duna-ág
A Borceai-Duna-ág (románul: Brațul Borcea) a Duna folyam egy mellékága a folyó alsó szakaszán, Romániában, Călărași megye és Ialomița megye közigazgatási területén. Călărași felett (mintegy 9 km-re Ostrov felé) ágazik ki bal kéz felé a főágból, ahová mintegy 99 km után, Giurgeninél tér vissza. Nevét a partján fekvő Borcea településről kapta. 
Folyása során számos kanyarulata van. A főág és a borceai ág egy nagy szigetet fog közre, a Ialomița-lápját. Ez kezdetben nádasokkal, tavakkal borított láp volt a kiemelkedéseken ligetes erdőfoltokkal, az 1960-as években azonban lecsapolták és mezőgazdasági művelésbe fogták, és csak a szélén maradtak meg erdősávok.

## Part menti települések

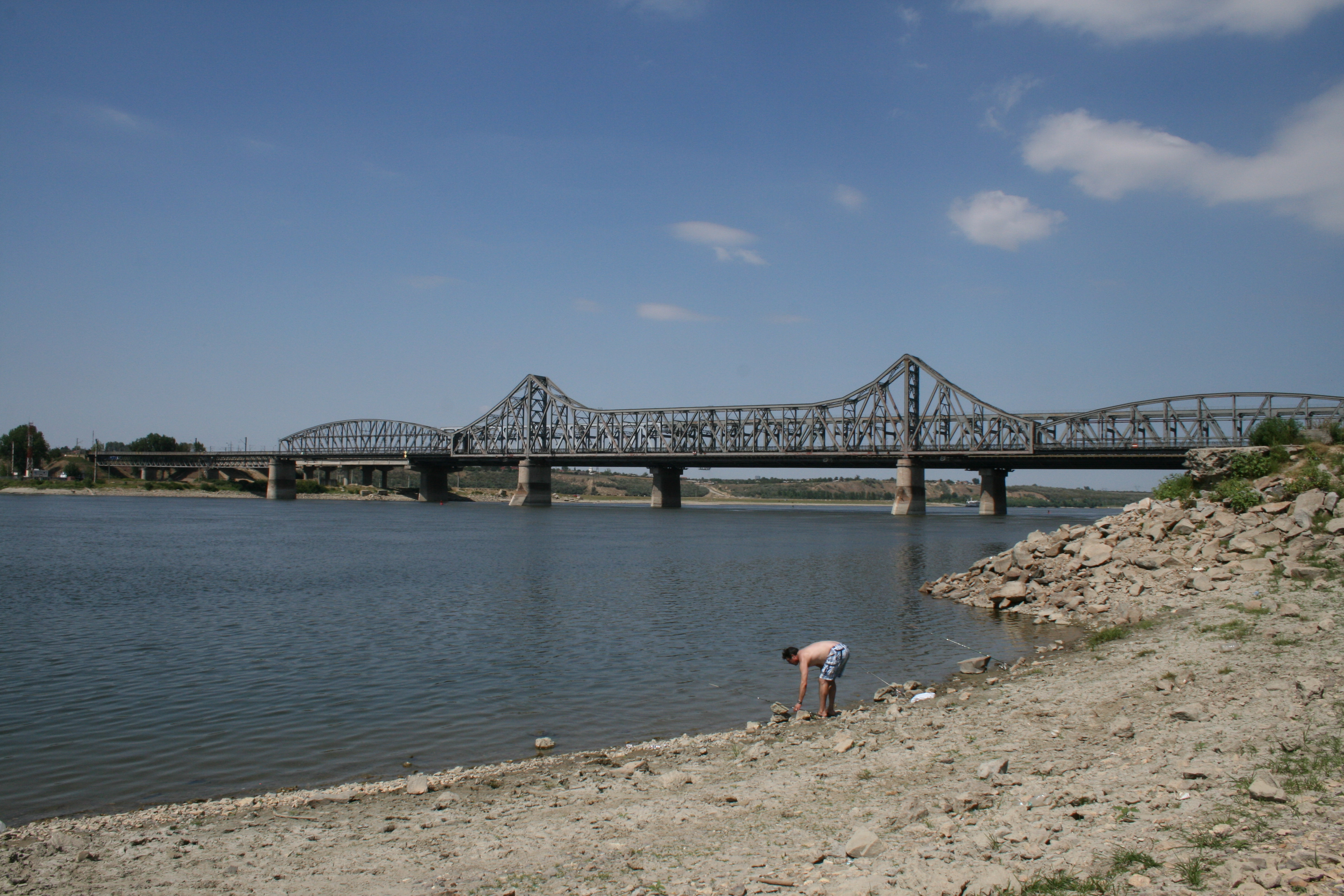
Előtérben az Anghel Saligny híd, mögötte a Fetești híd

Valamennyi a folyóág bal partján:
- Călărași
- Modelu(wd)
- Tonea(wd)
- Roseți
- Coslogeni
- Dichiseni
- Oltina
- Unirea
- Iezeru
- Jegălia
- Gâldeă
- Borcea
- Buliga
- Feteşti
- Vlașca
- Stelnica
- Maltezi
- Retezatu
- Cegani
- Bordușani
- Făcăeni
- Progresu
- Vlădeni
- Giurgeni

## Közlekedés
A Borceai-Duna-ág hajózható, számos kereskedelmi hajó használja.
Átkelési lehetőséget a bal part és a Ialomița-lápja sziget (illetve azon át a Duna főág jobb partja) között az 1895-ben átadott Anghel Saligny híd biztosított 1987-ig, amikor szerepét a 2 × 2 sávos A2-es autópályát és a kétvágányú, villamosított 800-as vasúti fővonalat hordozó Fetești híd (és a főágon átívelő Cernavodăi híd) vette át.